# 1946-os magyar férfi vízilabdakupa
Az 1946-os magyar férfi vízilabdakupa a huszonharmadik kiírás volt a versenysorozat történetében. A kupára kilenc csapat nevezett. A győzelmet az MTK szerezte meg.

## Eredmények

### Selejtező
július 31.
| 1. csapat | Eredmény | 2. csapat |
| --------- | -------- | --------- |
| BRE       | ?–?      | Kinizsi   |

### Negyeddöntő
augusztus
| 1. csapat       | Eredmény | 2. csapat      |
| --------------- | -------- | -------------- |
| MTK             | ?–?      | NSC            |
| Vasas           | ?–?      | Műegyetemi AFC |
| Újpesti TE      | 4–1      | BRE            |
| Ferencvárosi TC | 16–2     | MMUE           |

### Elődöntő
augusztus 18, 19.
| 1. csapat  | Eredmény | 2. csapat       |
| ---------- | -------- | --------------- |
| Újpesti TE | 3–4      | Ferencvárosi TC |
| MTK        | 3–3 4–2  | Vasas           |

Az első MTK–Vasas mérkőzés a sötétedés miatt félbeszakadt, ezért újrajátszották.

### 3. helyért
augusztus 20.
| 1. csapat  | Eredmény | 2. csapat |
| ---------- | -------- | --------- |
| Újpesti TE | 7–6 hu   | Vasas     |

### Döntő
| 1946. augusztus 20. | MTK              | 4–2 | Ferencvárosi TC  | Nemzeti Sportuszoda Játékvezetők: Rajki Béla |
| 1946. augusztus 20. | (3–1)            |     |                  | Nemzeti Sportuszoda Játékvezetők: Rajki Béla |
| 1946. augusztus 20. | Vadas 3 Csuvik 1 |     | Czapkó 1 Tátos 1 | Nemzeti Sportuszoda Játékvezetők: Rajki Béla |

Az MTK kupagyőztes csapatának tagjai: Sólyom, Árvai, Kőszegi, Szittya Károly, Csuvik Oszkár, Szívós István, Vadas